# Gustav Pielstick
Gustav Pielstick (1890-1961) est un ingénieur, concepteur de moteurs thermiques navals. 

## Biographie
Il est né le 25 janvier 1890 à Sillenstede en Frise, grand-duché d'Oldenbourg. Avant la Seconde guerre mondiale il travaille notamment sur la propulsion des U-Boots et des croiseurs Admiral Scheer Admiral Graf Spee. Après le conflit, il arrive en France. Avec le ministère de la Production Industrielle et de cinq constructeurs navals français, la Société d’Etudes des Machines Thermiques (SEMT) est créée. Cette société se spécialise dans la mise au point et la production de moteurs thermiques à usage militaire marin.